# Elba de Pádua Lima
Elba de Pádua Lima meglio conosciuto come Tim (Rifaina, 20 febbraio 1915 – Rio de Janeiro, 7 luglio 1984) è stato un calciatore e allenatore di calcio brasiliano.

## Carriera

### Giocatore
La carriera di giocatore abbraccia un intero ventennio, andando dal 1931 al 1951. In questo periodo gioca in vari club brasiliani, tra cui Botafogo, Portuguesa Santista, Fluminense ed Olaria, vincendo per cinque volte il campionato di Rio de Janeiro (1936, 1937, 1938, 1940, 1941).
Non mancò di essere convocato nella nazionale verdeoro, con la quale partecipò ai Mondiali nel 1938, giocando contro la Cecoslovacchia e contro l'Italia ed al Campionato Sudamericano nel 1942, andando anche a segno una volta.

### Allenatore
Raggiunse la notorietà a livello internazionale quando prese parte al suo secondo Mondiale, dopo 44 anni. Partecipò infatti, come allenatore del Perù, alla manifestazione spagnola del 1982, dove i sudamericani, pur essendo eliminati al primo turno a causa di una inopinata débacle contro la Polonia (1-5) si presero il lusso di riuscire a bloccare sul pareggio (1-1) i poi campioni del mondo dell'Italia. Ormai sessantasettenne, con una nazionale con l'età media più alta della competizione, conquistò le simpatie generali. Due anni dopo, il 7 luglio 1984, morì a 69 anni a Rio de Janeiro.

## Palmarès

### Giocatore

#### Competizioni statali
- Campionato Carioca: 6

Fluminense: 1936, 1937, 1938, 1940, 1941
Vasco da Gama: 1947
- Torneo Rio-San Paolo: 1

Fluminense: 1940
- Torneio Início do Rio de Janeiro: 4

Fluminense: 1940, 1941, 1943
Botafogo: 1947
- Campionato paulista: 1

San Paolo: 1945